# Orden sucesorio
El orden sucesorio es «el que fijan las leyes para determinar la prelación de un heredero o grupo de herederos sobre otros», pero se refiere, particularmente, cuando se trata de determinar la secuencia de aquellos que tienen que desempeñar un cargo como jefe de Estado o un honor semejante como un título nobiliario, a fin de saber a quien le corresponde ocuparlo cuando quede vacante. 
Existe un orden de sucesión establecido en cuanto a las cosas que se transmiten por vía hereditaria, pero también proporciona una continuidad inmediata cuando el cargo sea electivo y quede vacante de forma inesperada, como puede ocurrir al fallecimiento de un presidente del Gobierno: el cargo no tiene que permanecer vacante hasta que se elija un sucesor. En algunos casos, el sucesor asume plenamente el cargo, como ocurre en el caso de la presidencia de muchos países; en otros casos no hereditarios no hay una sucesión plena, sino alguien que se encarga interinamente mediante criterios que asume todas o parte de las responsabilidades, pero no el cargo oficialmente. Por ejemplo, cuando el cargo de papa católico queda vacante, el colegio de cardenales colectivamente desempeñan las funciones del papado hasta que se cónclave se elija un papa. 
Las organizaciones sin orden sucesorio legal o hereditario requieren sucesión planificada si se quieren evitar las luchas cuando se produzca un vacío de poder. 
Si la línea de sucesión es hereditaria, suele recaer en parientes directos y a falta de ellos, se acude a los colaterales. Las reglas pueden estipular que los herederos sean solo los varones, excluyendo a las mujeres, y también que se siga el principio de primogenitura.  A veces se excluyen a los descendientes que no son matrimoniales, o a los adoptivos.
En las monarquías hereditarias el orden de sucesión determina quién se convierte en el nuevo monarca cuando el soberano muere o de otra forma abandona el trono. Semejantes órdenes sucesorios derivan de reglas establecidas por la ley o la tradición, usualmente especifican un orden de primogenitura, que se aplica para indicar qué pariente del previo monarca, u otra persona, tiene la más sólida pretensión al trono. 
A menudo, la línea de sucesión queda restringida a las personas que pertenecen a la familia real, pero pueden darse casos, como en el matrimonio morganático en que determinados parientes de sangre del monarca queden excluidos de la sucesión. Puede haber leyes o constituciones que regulen específicamente la preferencia sucesoria. Históricamente, el heredero ha sido nombrado anteriormente con un título específico que lo señala como tal, como ocurre en España con el príncipe o princesa de Asturias o en el Sacro Imperio Romano Germánico en que se elegía como rey de romanos a quien iba a ser el futuro emperador. Una de las ventajas de este sistema es que los dinastas llamados a reinar pueden ser educados desde jóvenes en las exigencias del cargo, aparte de que se logra estabilidad en la sucesión, eliminando las disputas entre diferentes ramas de la familia real.